# Pablo Cervantes Gutiérrez
Pablo Cervantes Gutiérrez (Sevilla, 7 de septiembre de 1977) es un músico y compositor español.

## Biografía
Profesionalmente, ha trabajado componiendo para distintos programas de televisión en Andalucía, en Canal Sur o Giralda Televisión, y a nivel estatal en Vía Digital o Televisión Española. Y componiendo bandas sonoras originales, tanto para largometrajes como para cortometrajes, especialmente para José Luis Garci.
En la gala de los Goya de 2013, se convirtió en el involuntario protagonista al equivocarse los presentadores del premio a la mejor canción, nombrándole a él en lugar de al ganador del premio.

## Bandas sonoras originales
Ha compuesto las bandas sonoras originales de los siguientes largometrajes o series:
- You are the one dirigida por José Luis Garci, del año 2000.
- Historia de un beso dirigida por José Luis Garci, del año 2002.
- Cuando todo esté en orden dirigida por César Martínez Herrada del año 2002.
- Eres mi héroe de Antonio Cuadri del año 2002.
- Hotel Danubio dirigida por Antonio Giménez Rico, del año 2003, nominada al Goya como mejor música original[4]
- Tiovivo c. 1950 dirigida por José Luis Garci, del año 2004.
- María y Assou (película para televisión) de Silvia Quer del año 2005.
- Ninette dirigida por José Luis Garci, del año 2005, nominada al Goya como mejor música original[5]
- Imaginario de Pablo Cantos del año 2007.
- Luz de Domingo de José Luis Garci del año 2007.
- Sangre de mayo dirigida por José Luis Garci, del año 2008.
- Violetas (película para televisión) de Rafa Montesinos del año 2008.
- El Libro de las Aguas de Antonio Giménez Rico del año 2008.
- La Banda en la Isla de la Magia de Gonzalo Crespo del año 2008.
- Expulsados 1609, la tragedia de los moriscos, 2009.
- La leyenda del ladrón del árbol de los colgados, 2009.
- Adiós papá, adiós mamá, 2010
- La Condesa Rebelde de Zaza Ceballos (película para televisión para la FORTA) del año 2011.
- A Little Push, 2011
- El defensor, 2011
- Penumbra 3D: El desafortunado reencuentro de Larry y Bird, 2011.
- Reflexiones de un picaporte, 2011.
- Camera obscura, 2011
- Deportados, 1969, del año 2011.
- Rocío Dúrcal, volver a verte, 2 episodios, 2011.
- Los niños salvajes (Els nens salvatges), 2012, premio a la mejor música original en el Festival de Cine Español de Toulouse[6]  nominada al Goya como mejor canción.[7]
  - Los niños salvajes - (versión doblada)
- Años de oscuridad, 2012
- Luna, el misterio de Calenda 2012.
- Holmes & Watson, de José Luis Garci del año 2012[8]
- Ebro, de la cuna a la batalla (2016)[9]
- El intercambio  (2017) de Ignacio Nacho
- Si fueras tú (2029 TVEplayz). Serie
- Cuando los ángeles duermen (2018) de Gonzalo Bendala
- Hospital Valle Norte (2019, TVE) Serie
- Equipo D. Los códigos olvidados (2019) Documental
- Promesas de arena (2019, TVE) Serie
- Antonio Machado. Los días azules (2019). Documental.
- Física o Química: El reencuentro (2020-21, Atresplayer). Serie.
- El caso Padilla (2022) . Documental
- La red Ponzán (2022) Documental
- Heridas (2022, Atresplayer) Serie
- A las mujeres de España. María Lejárraga (2022) Documental.
- Joaquín. La penúltima y me voy. (2023, Atresplayer) Docuserie.
- La caja de arena (2023, Atresplayer) serie.
- Déjate ver (2023, Atresplayer) serie.
- Operación Barrio inglés (2024, TVE) serie.
- Rita (2024), de Paz Vega.
- Ángela (2024, Atreplayer). Serie
- FoQ. La nueva generación (2025, Atresplayer) Serie

## Premios y reconocimientos
- Premio Carmen Mejor música original 2025, por Rita. Galardón concedido anualmente por la Academia del Cine de Andalucía.